# Zimmermanniopsis
Zimmermanniopsis é um género botânico pertencente à família Phyllanthaceae.